# Saint-Eusèbe-en-Champsaur
Saint-Eusèbe-en-Champsaur korábbi község (település) Franciaországban, Hautes-Alpes megyében. Lakosainak száma 150 fő (2015). Saint-Eusèbe-en-Champsaur Bénévent-et-Charbillac, Chauffayer, Les Costes, La Motte-en-Champsaur, Le Noyer, Poligny és Saint-Bonnet-en-Champsaur községekkel határos.
2018. január 1-jén Chauffayer és Les Costes községgel egyesült és Aubessagne új község része lett.

## Népesség
A település népessége az elmúlt években az alábbi módon változott:
| Lakosok száma | 165  | 147  | 142  | 142  | 143  | 138  | 146  | 149  | 150  |
|               | 1968 | 1975 | 1982 | 1990 | 1999 | 2006 | 2011 | 2013 | 2015 |